# Axtla de Terrazas
Axtla de Terrazas é um município do estado de San Luis Potosí, no México.